# Куфар
Куфарът е вид чанта, най-често с форма на паралелепипед с твърди стени, изработена от кожа или синтетичен материал. Основното му предназначение е пренасяне на дрехи, обувки и други предмети, необходими при пътуване.
Куфарите често имат отделения и ластични джобове, които позволяват дрехите плътно да прилепват към стената на куфара, за да не се разместват и мачкат. За по-лесно придвижване някои куфари предлагат допълнителна телескопична дръжка и колелца. За затваряне се използват катарами, ципове и механизми за заключване с комбинация.
Патентована е технология, която блокира отварянето, когато куфарът е обърнат надолу. Това се постига благодарение на подвижно щифтче и ефекта на гравитацията върху него.